# Axel Bassani
Axel Bassani (Feltre, Italia, 24 de julio de 1999) es un piloto de motociclismo Italiano que participa en el Campeonato Mundial de Superbikes con el Bimota by Kawasaki Racing Team.
Bassani ganó la Copa FIM Supersport Europa en 2016. Fichó por el Speed Up para competir en la Temporada 2017 del Campeonato del Mundo de Moto2.

## Biografía
En 2016, pasó al Campeonato Mundial de Supersport, corriendo las ocho carreras celebradas en territorio europeo montando una Kawasaki ZX-6R del equipo de San Carlo Team Italia. Su compañero de equipo fue su compatriota Alessandro Zaccone.
En 2017, Bassani pasó al Campeonato del Mundo de Moto2 conduciendo la Speed Up SF7 del Speed Up Racing. Su compañero de equipo fue su compatriota Simone Corsi. Se perdió la primera carrera de la temporada en Catar debido a una lesión. El 31 de mayo de 2017, el Speed Up Racing anunció la rescisión del contrato que los unia debido a los malos resultados obtenidos hasta ese momento y a partir del Gran Premio de Italia, su lugar en el equipo fue ocupado por el español Augusto Fernández. En esta temporada reemplazó a Michael Canducci en la ronda de Misano del Campeonato Mundial de Supersport, montando una Kawasaki ZX-6R del equipo 3570 Puccetti Racing FMI.

## Resultados

### Campeonato Mundial de Supersport

#### Por temporada
| Temp. | Moto                 | Equipo                     | N.º   | Carreras | Victorias | Podios | Poles | V.Rap. | Pts. | Pos. |
| ----- | -------------------- | -------------------------- | ----- | -------- | --------- | ------ | ----- | ------ | ---- | ---- |
| 2016  | Kawasaki Ninja ZX-6R | San Carlo Team Italia      | 47    | 8        | 0         | 0      | 0     | 0      | 55   | 12.º |
| 2017  | Kawasaki Ninja ZX-6R | 3570 Puccetti Racing FMI   | 5     | 2        | 0         | 0      | 0     | 0      | 11   | 27.º |
| 2017  | Kawasaki Ninja ZX-6R | Kawasaki Puccetti Racing   | 5     | 2        | 0         | 0      | 0     | 0      | 11   | 27.º |
| 2020  | Yamaha YZF-R6        | Soradis Yamaha Motoxracing | 47    | 14       | 0         | 0      | 0     | 0      | 33   | 17.º |
| Total | Total                | Total                      | Total | 24       | 0         | 0      | 0     | 0      | 99   |      |

- * Temporada en curso.

#### Carreras por año
| Año  | Moto     | 1   | 2       | 3       | 4      | 5      | 6      | 7       | 8      | 9      | 10     | 11     | 12     | 13     | 14    | 15     | Pos. | Pts. |
| ---- | -------- | --- | ------- | ------- | ------ | ------ | ------ | ------- | ------ | ------ | ------ | ------ | ------ | ------ | ----- | ------ | ---- | ---- |
| 2016 | Kawasaki | AUS | THA     | ESP 6   | NED 8  | ITA 13 | MAL    | GBR 17  | ITA 7  | ALE 15 | FRA 4  | ESP 5  | CAT    |        |       |        | 12.º | 55   |
| 2017 | Kawasaki | AUS | THA     | ESP     | NED    | ITA    | GBR    | ITA 7   | ALE    | POR    | FRA    | ESP 14 | CAT    |        |       |        | 27.º | 11   |
| 2020 | Yamaha   | AUS | ESP Ret | ESP Ret | POR 13 | POR 19 | ESP 18 | ESP Ret | ESP 14 | ESP 13 | ESP 10 | ESP 12 | FRA 15 | FRA 14 | POR 8 | POR 12 | 17.º | 33   |

- * Temporada en curso

### Campeonato Mundial de Motociclismo

#### Por temporada
| Temp. | Cat.  | Moto     | Equipo          | N.º   | Carreras | Victorias | Podios | Poles | V.Rap | Pts. | Pos. |
| ----- | ----- | -------- | --------------- | ----- | -------- | --------- | ------ | ----- | ----- | ---- | ---- |
| 2017  | Moto2 | Speed Up | Speed Up Racing | 47    | 4        | 0         | 0      | 0     | 0     | 0    | NC   |
| Total | Total | Total    | Total           | Total | 4        | 0         | 0      | 0     | 0     | 0    |      |

#### Carreras por año
(Carreras en negrita indica pole position, carreras en cursiva indica vuelta rápida)
| Año  | Clase | Moto     | 1   | 2      | 3      | 4      | 5      | 6   | 7   | 8   | 9   | 10  | 11  | 12  | 13  | 14  | 15  | 16  | 17  | 18  | Pos. | Pts. |
| ---- | ----- | -------- | --- | ------ | ------ | ------ | ------ | --- | --- | --- | --- | --- | --- | --- | --- | --- | --- | --- | --- | --- | ---- | ---- |
| 2017 | Moto2 | Speed Up | CAT | ARG 25 | AME 24 | ESP 23 | FRA 24 | ITA | CAT | NED | ALE | CZE | AUT | GBR | RSM | ARA | JPN | AUS | MAL | VAL | NC   | 0    |

### Campeonato Mundial de Superbikes

#### Por temporada
| Temp. | Motocicleta            | Equipo                         | Carreras | Victorias | Podios | Poles | V.Rap. | Pts. | Pos. |
| ----- | ---------------------- | ------------------------------ | -------- | --------- | ------ | ----- | ------ | ---- | ---- |
| 2021  | Ducati Panigale V4 R   | Motocorsa Racing               | 37       | 0         | 1      | 0     | 0      | 210  | 9.º  |
| 2022  | Ducati Panigale V4 R   | Motocorsa Racing               | 36       | 0         | 3      | 0     | 0      | 244  | 7.º  |
| 2023  | Ducati Panigale V4 R   | Motocorsa Racing               | 36       | 0         | 2      | 0     | 1      | 249  | 6.º  |
| 2024  | Kawasaki Ninja ZX-10RR | Kawasaki Racing Team WorldSBK  | 36       | 0         | 0      | 0     | 0      | 108  | 14.º |
| 2025  | Bimota KB998           | Bimota by Kawasaki Racing Team | 9        | 0         | 0      | 0     | 0      | 41*  | 9.º* |
| Total |                        |                                | 154      | 0         | 6      | 0     | 1      | 852  |      |

- * Temporada en curso.

#### Carreras por año
(Carreras en negrita indica pole position, carreras en cursiva indica vuelta rápida)
| Año  | Moto     | 1      | 1      | 1      | 2      | 2      | 2       | 3       | 3      | 3      | 4      | 4      | 4      | 5      | 5       | 5      | 6      | 6      | 6       | 7     | 7      | 7      | 8      | 8      | 8      | 9      | 9      | 9       | 10     | 10     | 10     | 11      | 11     | 11     | 12      | 12      | 12     | 13    | 13    | 13      | Pos. | Pts. |
| Año  | Moto     | R1     | CS     | R2     | R1     | CS     | R2      | R1      | CS     | R2     | R1     | CS     | R2     | R1     | CS      | R2     | R1     | CS     | R2      | R1    | CS     | R2     | R1     | CS     | R2     | R1     | CS     | R2      | R1     | CS     | R2     | R1      | CS     | R2     | R1      | CS      | R2     | R1    | CS    | R2      | Pos. | Pts. |
| ---- | -------- | ------ | ------ | ------ | ------ | ------ | ------- | ------- | ------ | ------ | ------ | ------ | ------ | ------ | ------- | ------ | ------ | ------ | ------- | ----- | ------ | ------ | ------ | ------ | ------ | ------ | ------ | ------- | ------ | ------ | ------ | ------- | ------ | ------ | ------- | ------- | ------ | ----- | ----- | ------- | ---- | ---- |
| 2021 | Ducati   | ESP 12 | ESP 17 | ESP 14 | POR 11 | POR 14 | POR 11  | ITA 7   | ITA 6  | ITA 7  | GBR 10 | GBR 11 | GBR 13 | NED 10 | NED 10  | NED 9  | CZE 5  | CZE 8  | CZE Ret | ESP 8 | ESP 12 | ESP 10 | FRA 8  | FRA 11 | FRA 11 | ESP 2  | ESP 6  | ESP 8   | ESP 8  | ESP C  | ESP 6  | POR 7   | POR 7  | POR 9  | ARG 5   | ARG 4   | ARG 4  | INA 5 | INA C | INA Ret | 9.º  | 210  |
| 2022 | Ducati   | ESP 16 | ESP 7  | ESP 6  | NED 10 | NED 9  | NED 6   | POR 12  | POR 10 | POR 7  | ITA 4  | ITA 7  | ITA 7  | GBR 5  | GBR 12  | GBR 7  | CZE 5  | CZE 5  | CZE 5   | FRA 3 | FRA 6  | FRA 3  | ESP 8  | ESP 16 | ESP 5  | POR 4  | POR 6  | POR Ret | ARG 3  | ARG 7  | ARG 20 | INA 8   | INA 5  | INA 5  | AUS 7   | AUS 13  | AUS 11 |       |       |         | 7.º  | 244  |
| 2023 | Ducati   | AUS 5  | AUS 9  | AUS 4  | INA 4  | INA 5  | INA 8   | NED 5   | NED 6  | NED 5  | SPA 7  | SPA 10 | SPA 11 | ITA 4  | ITA 4   | ITA 3  | GBR 7  | GBR 8  | GBR 7   | ITA 7 | ITA 6  | ITA 2  | CZE 7  | CZE 4  | CZE 4  | FRA 17 | FRA 8  | FRA 6   | SPA 9  | SPA 15 | SPA 5  | POR 13  | POR 11 | POR 12 | SPA Ret | SPA Ret | SPA 11 |       |       |         | 6.º  | 249  |
| 2024 | Kawasaki | AUS 12 | AUS 11 | AUS 11 | BAR 10 | BAR 14 | BAR Ret | NED 9   | NED 13 | NED 18 | MIS 11 | MIS 6  | MIS 7  | GBR 12 | GBR Ret | GBR 10 | CZE 16 | CZE 13 | CZE Ret | POR 8 | POR 12 | POR 15 | FRA 11 | FRA 10 | FRA 11 | ITA 5  | ITA 11 | ITA Ret | ARA 12 | ARA 15 | ARA 12 | EST Ret | EST 12 | EST 10 | SPA 8   | SPA 14  | SPA 10 |       |       |         | 14.º | 108  |
| 2025 | Bimota   | AUS 9  | AUS 9  | AUS 10 | POR 9  | POR 11 | POR 7   | NED Ret | NED 12 | NED 5  | ITA    | ITA    | ITA    | CZE    | CZE     | CZE    | MIS    | MIS    | MIS     | GBR   | GBR    | GBR    | HUN    | HUN    | HUN    | FRA    | FRA    | FRA     | ARA    | ARA    | ARA    | EST     | EST    | EST    | SPA     | SPA     | SPA    |       |       |         | 9.º* | 41*  |

- * Temporada en curso.